# Idaea comparanda
Idaea comparanda là một loài bướm đêm trong họ Geometridae.